# Uwe Wolf (Musikwissenschaftler)
Uwe Wolf (* 1961 in Kassel) ist ein deutscher Musikwissenschaftler. Er arbeitete für das Johann-Sebastian-Bach-Institut in Göttingen und das Bach-Archiv Leipzig, wo er die digitale Bibliothek Bach digital entwickelte. Seit 2011 ist er Cheflektor beim Carus-Verlag.

## Leben
Wolf studierte Musikwissenschaft sowie Geschichte und Historische Hilfswissenschaften an der Eberhard Karls Universität Tübingen und der Georg-August-Universität Göttingen, wo er 1991 promoviert wurde. Er arbeitete bis 2003 als wissenschaftlicher Mitarbeiter am Johann-Sebastian-Bach-Institut in Göttingen, das die Neue Bach-Ausgabe verantwortete. Ab 2004 arbeitete er in Leipzig, zunächst für das Projekt Bach-Repertorium der Sächsischen Akademie der Wissenschaften.

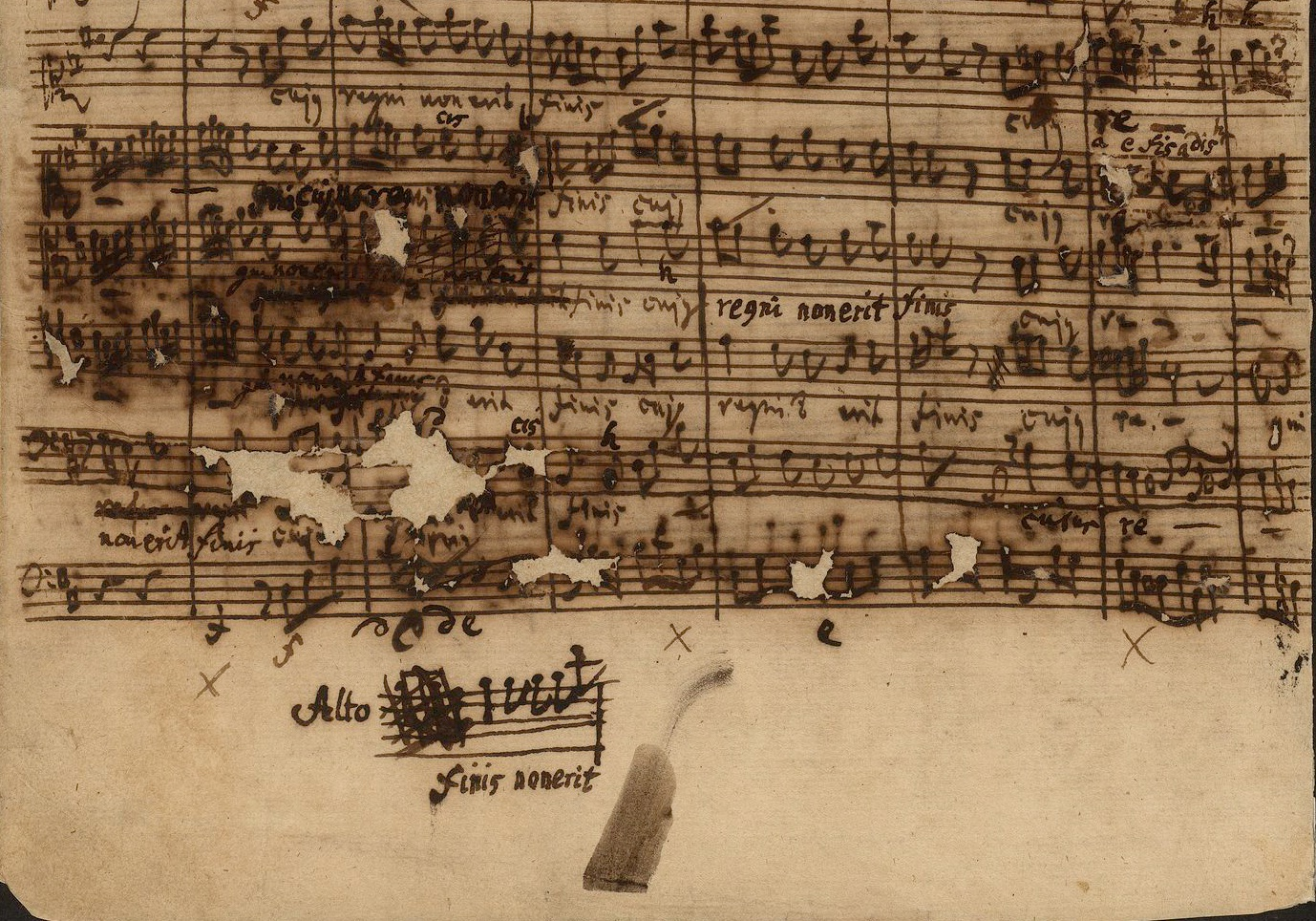
Seite aus dem Credo aus Bachs h-Moll-Messe, revidiert von C. P. E. Bach

Von 2005 bis 2011 arbeitete er für das Bach-Archiv Leipzig als Leiter der Forschungsabteilung. Er war verantwortlich für das neue Design des Bach-Museums Leipzig und für die Bibliothek Bach digital. Wolf nutzte die Mikro-Röntgenfluoreszenz-Spektrometrie-Analyse (Mikro-RFA), um die ähnlichen Handschriften von Johann Sebastian Bach und seinem Sohn Carl Philipp Emanuel Bach in der Partitur der h-Moll-Messe zu unterscheiden, die der Sohn revidiert hatte. Die Tinten, die Vater und Sohn benutzten, unterschieden sich im Bleigehalt. Wolf gab die h-Moll-Messe in der revidierten Ausgabe der Neuen Bach-Ausgabe heraus.
Seit 2011 ist Wolf Cheflektor beim Carus-Verlag in Stuttgart als Nachfolger des Verlagsgründers Günter Graulich. Er lehrte an Universitäten in Göttingen, Pavia und Leipzig. Er ist Mitglied des Herausgeberkollegiums für verschiedene Gesamtausgaben.

## Veröffentlichungen
Wolf war einer der Editoren der Neuen Bach-Ausgabe und ihrer revidierten Fassung. Er war beteiligt an C. P. E. Bach: The Complete Works, und anderen Gesamtausgaben. Er gab eine Folge ausgewählter Werke von Gottfried August Homilius heraus. Er schrieb musikgeschichtliche Werke über das 17. und 18. Jahrhundert sowie zur Editionstechnik.
Seine Veröffentlichungen für Carus enthalten:
- Johann Sebastian Bach: h-Moll-Messe (2012)[3]
- Claudio Monteverdi: Vespro della Beata Vergine (2013)
- Carl Philipp Emanuel Bach: Magnificat (2014)

Die kritische Ausgabe von Monteverdis Marienvesper wurde gewürdigt für ihre Flexibilität, Ensembles verschiedener Größe und Zusammensetzung zu dienen.